# Мюурмяки (стадион)
Мю́урмяки (фин. Myyrmäen jalkapallostadion) — футбольный стадион в городе Вантаа, Финляндия. Является домашней ареной женской команды ПК-35, выступающей в Kansallinen Liiga (высшей женской футбольной лиге Финляндии).
Стадион построен в 2000 году. Вместимость стадиона 4700 зрителей.
На стадионе в 2010, 2011, 2012, 2014, 2015 и 2016 годах выступала женская сборная Финляндии по футболу
В 2018 году на стадионе проходил Чемпионат Европы по Американскому футболу.

## Галерея

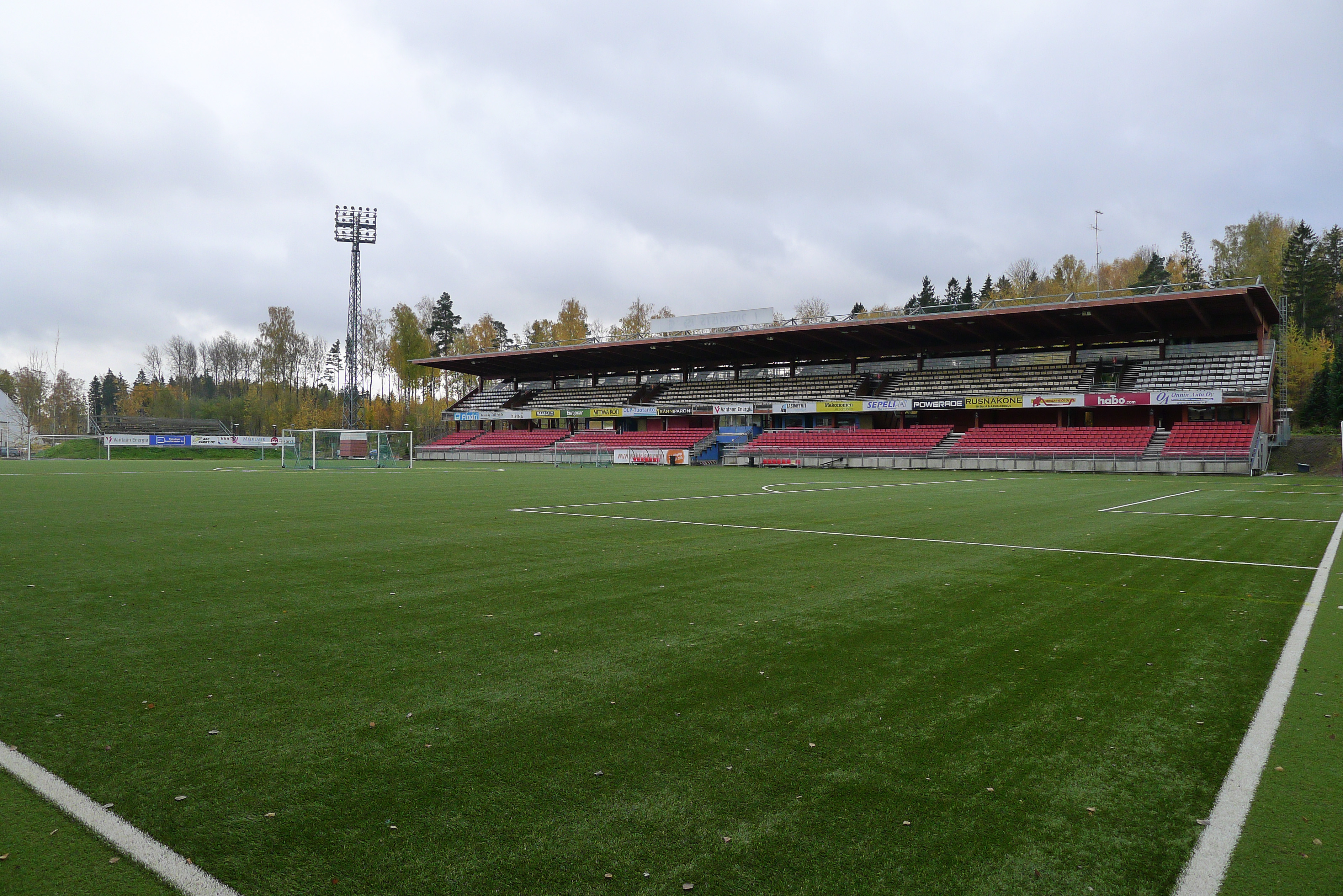
Западная трибуна
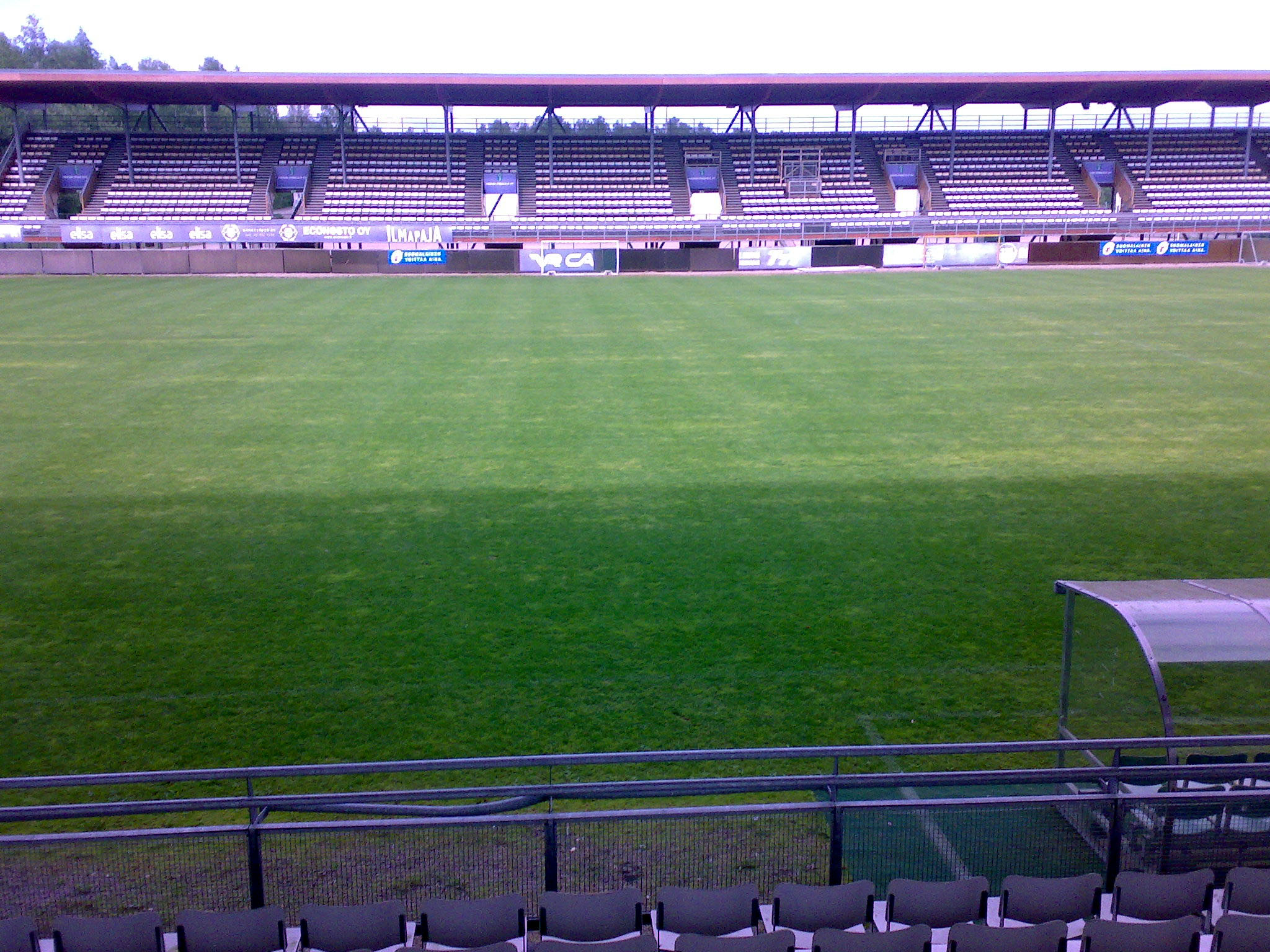
Восточная трибуна
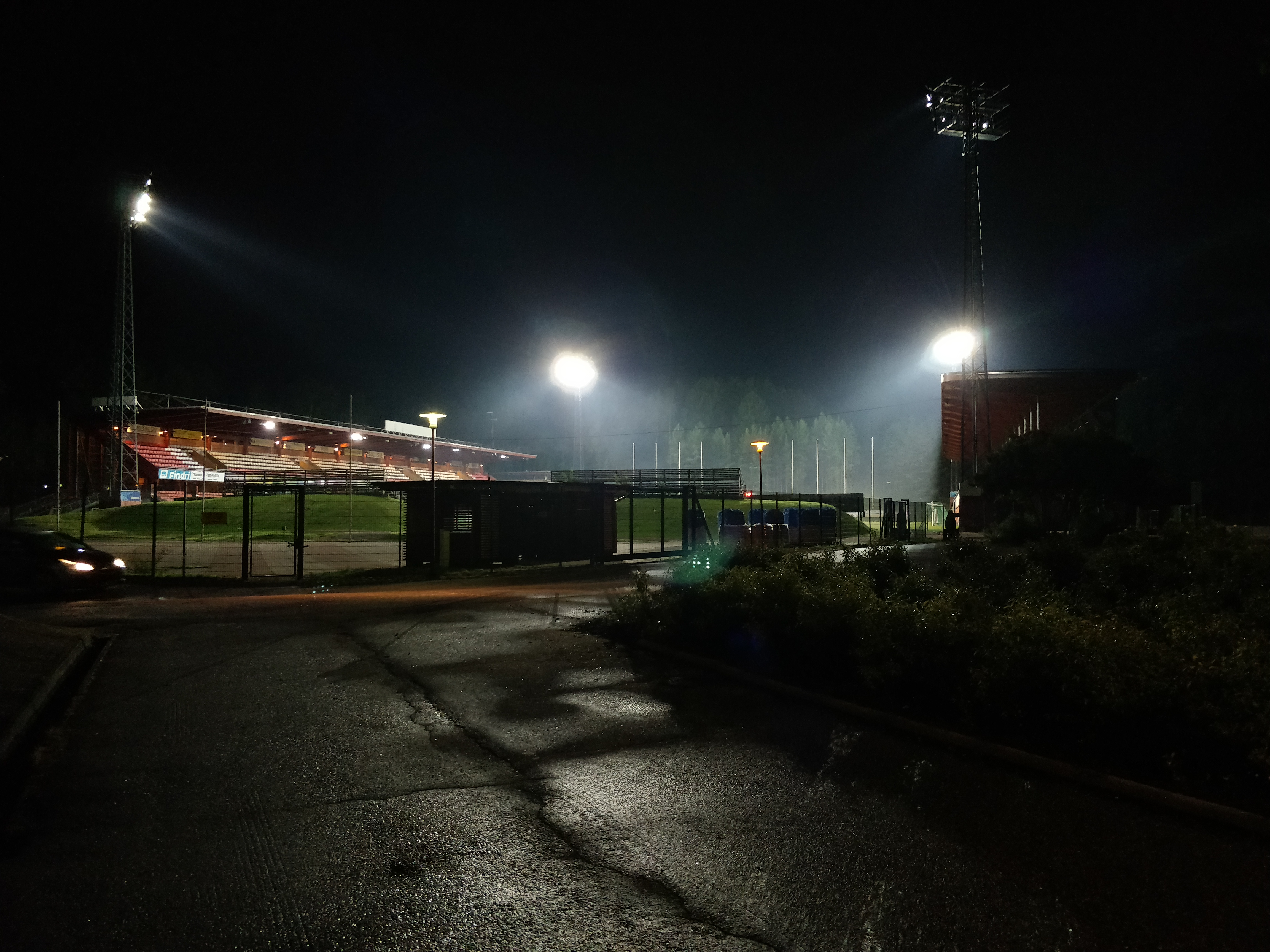